# Гидрид диспрозия(III)
Гидрид диспрозия(III) — бинарное неорганическое соединение
диспрозия и водорода с формулой DyH3,
чёрные кристаллы.

## Получение
- Реакция водорода и диспрозия при нагревании:

{\displaystyle {\mathsf {2Dy+3H_{2}\ {\xrightarrow {500^{o}C}}\ 2DyH_{3}}}}

## Физические свойства
Гидрид диспрозия(III) образует чёрные кристаллы
гексагональной сингонии,
параметры ячейки a = 0,3671 нм, c = 0,6560 нм.